# 프란체스카 보르톨로치
프란체스카 보르톨로치(이탈리아어: Francesca Bortolozzi, 1968년 5월 4일~)는 이탈리아의 전직 펜싱 선수로 주 종목은 플뢰레이다. 올림픽에 3회 참가했으며 1992년과 1996년 하계 올림픽에서 여자 플뢰레 단체전 금메달, 1988년 하계 올림픽에서 여자 플뢰레 단체전 동메달을 획득했다. 또한 세계 선수권 대회에서 금메달 4개, 은메달 1개, 동메달 4개를 획득했다.

## 경력
프란체스카 보르톨로치는 1987년 브라질 상파울루에서 열린 세계 주니어 펜싱 선수권 대회 플뢰레 개인전에서 금메달을 획득했다. 1988년에는 대한민국 서울에서 열린 1988년 하계 올림픽에 참가했으며 단체전에서 은메달을 획득했다. 

## 개인사
남편인 안드레아 보렐라 또한 펜싱 선수로 활동했다.